# Biston svejbekia
Biston svejbekia là một loài bướm đêm trong họ Geometridae.